# Igor Siewierianin
Igor Siewierianin (ros. Игорь Северянин, właśc. Igor Wasiljewicz Łotariew), (ur. 16 maja 1887 w Petersburgu, zm. 20 grudnia 1941 w Tallinnie) – poeta rosyjski, czołowy przedstawiciel egofuturystów.
Debiutował w roku 1905. W latach 1913–1917 był niezwykle popularny, podróżował po całym kraju ze swoimi "poezokoncertami".
Wraz z Konstantynem Fofanowem, Gieorgijem Iwanowem i innymi twórcami założył ugrupowanie egofuturystów. Przez pewien czas był związany również z kubofuturystami.
Po rewolucji bolszewickiej opuścił Rosję i zamieszkał w Estonii.
Opublikował między innymi tomiki Gromokipiaszczyj kubok (Громокипящий кубок, 1913), Złatolira (Златолира, 1914), Ananasy w szampanie (Ананасы в шампанском, 1915), Victoria Regia (1915), Kłassiczewskije rozy (Классические розы, 1931), Medaliony (Медальоны, 1934). W jego twórczości, obok poetyki typowo futurystycznej znaleźć można elementy symbolizmu.
Tłumaczył na rosyjski utwory Adama Mickiewicza, a także Verlaine'a, Baudelaire'a, poetów estońskich i jugosłowiańskich.
Twórczość Siewierianina wywarła pewien wpływ na poezję Brunona Jasieńskiego i Kazimierza Wierzyńskiego.